# Grzybówka popielata

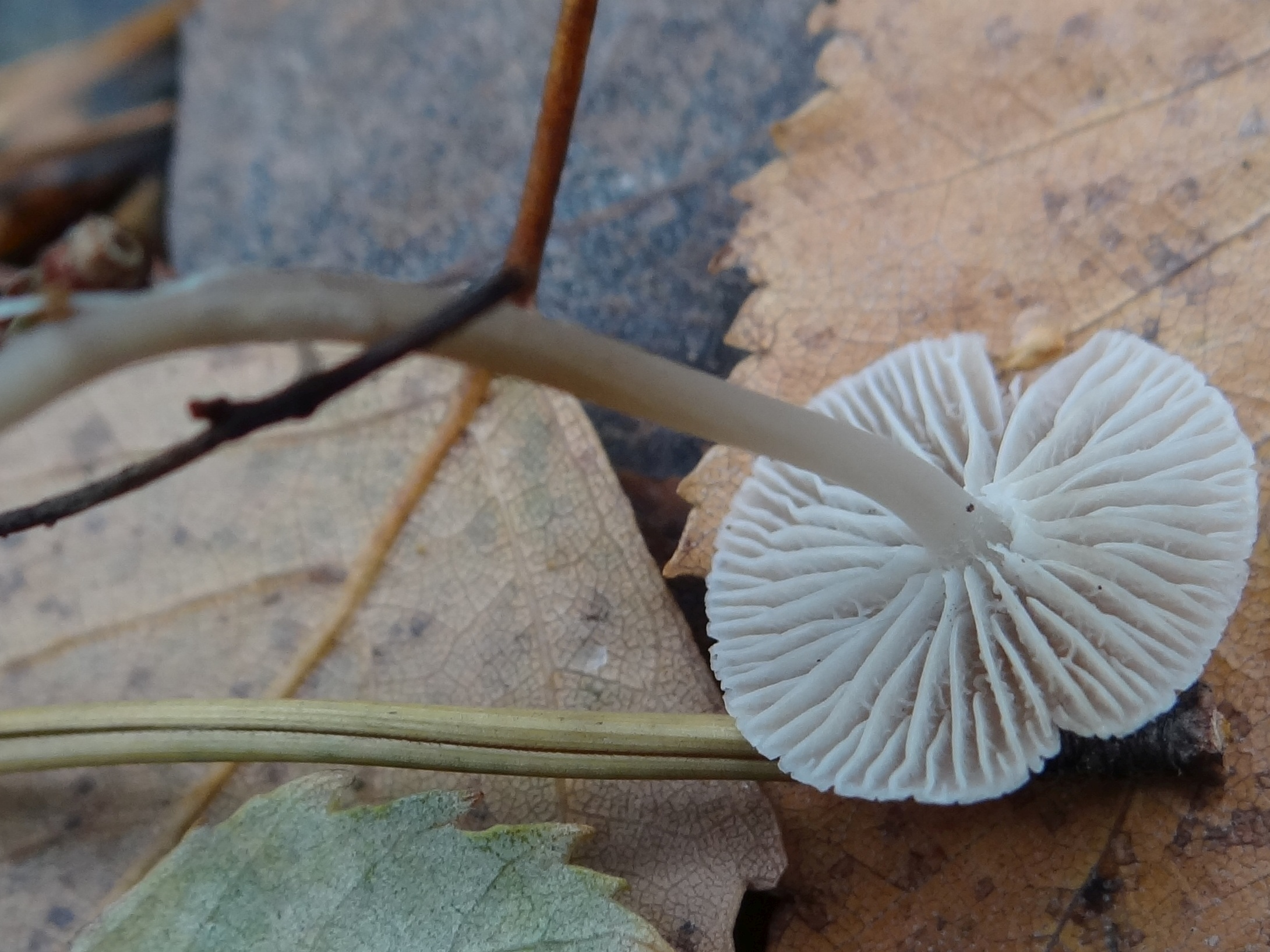

Grzybówka popielata (Mycena cinerella (P. Karst.) P. Karst. – gatunek grzybów należący do rodziny grzybówkowatych (Mycenaceae).

## Systematyka i nazewnictwo
Pozycja w klasyfikacji według Index Fungorum: Mycena, Mycenaceae, Agaricales, Agaricomycetidae, Agaricomycetes, Agaricomycotina, Basidiomycota, Fungi.
Po raz pierwszy został zdiagnozowany taksonomicznie w 1878 r. jako Agaricus cinerellus przez P. Karstena. W 1879 r. ten sam autor przeniósł go do rodzaju Mycena.
Synonimy:
- Agaricus cinerellus P. Karst. 1878
- Omphalia cinerella (P. Karst.) J.E. Lange 1936

Nazwę polską nadał  Maria Lisiewska w 1987 r.

## Morfologia
Kapelusz
Średnica 0,6–1,5 cm, stożkowato-wypukły ze spłaszczonym wierzchołkiem, czasami z garbkiem. Jest higrofaniczny, wodnisty i prążkowany niemal do samego wierzchołka. Barwa szara lub popielatoszara, czasami z brązowym odcieniem. Brzeg nieco jaśniejszy, równy.
Hymenofor
Blaszkowy, blaszki przyrośnięte, lub nieco zbiegające ząbkiemi dość rzadkie. Mają szarą barwę, taką samą jak kapelusz, ostrza nieco jaśniejsze, białawe. Liczba blaszek dochodzących do trzonu wynosi 18-26, pomiędzy nimi występują dwie lub trzy międzyblaszki niedochodzące do trzonu. Szerokość blaszek wynosi 2–3 mm.
Trzon
Wysokość 2–5 cm, grubość 1–2 mm, walcowaty, wewnątrz pusty, prosty, lub wygięty u podstawy, elastyczny. Powierzchnia gładka, szara, nieco jaśniejsza, niż na kapeluszu, przy podstawie skąpo owłosiona.
Miąższ
Cienki, szarowodnisty, elastyczny. Ma intensywny zapach i smak podobny do świeżych ogórków.
Cechy mikroskopowe
Zarodniki o rozmiarach 7–9 × 4–5 μm, elipsoidalne, gładkie. Podstawki 4-zarodnikowe, czasami 2-zarodnikowe. W podstawkach 4-zarodnikowych występują sprzążki, w podstawkach 2-zarodnikowych sprzążek brak. Występują pleurocystydy i cheilocystydy. Te ostatnie występują w hymenium, są niepozorne, nitkowate i mają rozmiar 22–36 × 5–11 μm. Strzępki w miąższu jednorodne, w jodzie barwią się na winnoczerwono. Strzępki w skórce kapelusza mają szerokość 10–20 μm.

## Występowanie i siedlisko
Opisano występowanie grzybówki popielatej tylko w Ameryce Północnej, Europie i w Maroku. W Europie jest szeroko rozprzestrzeniona, występuje od Półwyspu Iberyjskiego po Islandię i Skandynawię. W Polsce podano liczne jej stanowiska.
Saprotrof rozwijający się w lasach iglastych i liściastych, na ziemi wśród opadłych liści, igliwia i mchów. Owocnikowanie trwa od sierpnia do października.